# Kanno Sugako
Kanno Sugako (idioma japonès: 管野　須賀子), també anomenada Kanno Suga (1881–1911), va ser una anarco-feminista japonesa, de professió periodista. Va escriure una sèrie d'articles sobre l'opressió de gènere i va ser una defensora de la igualtat de drets entre homes i dones.
En 1910, va ser acusada de traïció pel govern japonès pel seu supòsit involucrament en el que va ser anomenat el cas Kōtoku, que el seu objectiu era l'assassinat de l'Emperador Meiji. Va ser la primera dona amb l'estatus de presa política que va ser executada en la història moderna del Japó.

## Biografia
Kanno Sugako va néixer a Osaka, va perdre a la seva mare als deu anys. El seu pare es va tornar a casar al poc temps, i va sofrir el maltractament de la seva madrastra. Va ser violada als quinze anys i el seu primer contacte amb el socialisme va ser en llegir un assaig sobre víctimes d'abús sexual. Als disset es va casar amb un home provinent d'una família de comerciants de Tòquio a fi d'escapar del maltractament que vaig sofrir en la seva llar. No tornaria a Osaka fins a 1902.
Kanno, va començar a escriure en una revista on es va involucrar amb un moviment de dones cristianes contra el sistema de prostíbuls legals. Interessada pels moviments reformistes de principis del segle XX al Japó, va lluitar per acabar amb el sistema legalitzat de bordells al país i contra la impunitat dels agressors sexuals publicant diversos articles periodístics on volia utilitzar la seva veu escrita per potenciar i enfortir el canvi de visió i de situació de les dones a la societat japonesa. Per Kanno, segons el seu pensament, aquesta transformació, s'havia de realitzar de manera simètrica a la lluita de classes i la defensa dels drets de la classe treballadora
Amb l'inici de la Guerra russojaponesa, es va unir al moviment pacifista socialista-cristià i en 1906 va començar a dirigir un periòdic a la província de Wakayama, en aquesta època va començar una relació amb el líder socialista Kanson Arahata (1887–1981).
Després de tornar a Tòquio va participar en un manifest anarquista els líders del qual van ser arrestats en l'anomenat incident de la Bandera vermella de juny de 1908. Arrestada en diverses ocasions i acusada de fomentar actes revolucionaris i revoltes. Mentre visitava amics a la presó va ser arrestada. Després del seu alliberament, dos mesos més tard, va conèixer a l'anarquista Denjiro Kotoku (1871–1911). Junts van començar a publicar en un periòdic anarquista, Jiyu Shiso (Lliure Pensament)), un mitjà escrit idoni per expressar les seves crítiques a l'aparell governamental d'aquell temps. De seguida, Kanno i Kōtoku van començar a ser assetjats per les autoritats i arrestats per tal d'impedir l'edició i la publicació del diari i de les seves idees contràries a l'opressió del govern. Ella, empresonada diverses vegades per aquests motius, va continuar col·laborant amb els grups socialistes i anarquistes, fins al punt de ser reconeguda com una figura clau en la ideació d'un pla per atemptar contra l'emperador (el conegut com Incident d'Alta Traïció. (大逆事件 Taigyaku Jiken)).

## El cas Kōtoku
En el seu diari de presó, Kanno assenyala que els canvis no es produirien a través de canals pacífics després de l'incident de la bandera vermella. Després que tant ella com els seus companys fossin arrestats, va arribar a la conclusió que era necessària una revolució violenta. Al costat del seu amant i altres dos anarquistes van planejar l'assassinat de l'Emperador. Miyashita Takichi va decidir utilitzar explosius per a aquest fi, i li van demanar a un camarada, Shimizu Taichiro, que emmagatzemés la bomba, però va decidir donar avís a la policia.
Al costat de vint-i-cinc persones més relacionades directament o indirecta amb la conspiració, Kanno i Kotoku, van ser jutjats per aquest intent de magnicidi. Dels vint-i-sis acusats, inicialment, vint-i-quatre van ser condemnats a mort i dos a presó. Posteriorment, es van commutar dotze de les sentències a mort que van quedar reduïdes a presó. Kanno no va ser un dels acusats que van gaudir d'aquesta commutació de pena i va ser sentenciada a mort i penjada el 24 de gener de 1911. El mètode de la seva execució va ser particularment brutal: 
| «                                                                                 | ...li van ordenar que s'assegués en el sòl. Dues cordes molt fines van ser col·locades al voltant del seu coll. La placa del sòl va ser remoguda. En dotze minuts estava morta | » |
| — Mikiso Hane, Reflections On the Way to the Gallows: Rebel Women in Prewar Japan | |   |

El seu testimoni i les seves reflexions, tant ideològiques com íntimes, les va reflectir en el seu diari escrit a presó, Una pausa camí a la mort (1911), testimoni literari de la seva personalitat, la seva lluita i, també, la seva fragilitat davant la fi forçada de la seva vida: «Nascuda en un petit país, estic sacrificant el meu cos per una espurna d'esperança»

## Llegat
La seva vida va inspirar l'obra Kaiki Shoku (Eclipsi), produïda per la companyia de teatre Aono Jikken Ensemble i escrita per William Satake Blauvelt.